# Anochetus exstinctus
Anochetus exstinctus  (лат.) — ископаемый вид муравьёв рода Anochetus из подсемейства Ponerinae (Formicidae). Доминиканский янтарь, Центральная Америка, миоцен, возраст находки 16—19 млн лет.

## Описание
Длина тела 7,0—7,48 мм, длина головы 1,44—1,48 мм, длина мандибул 1,08—1,16 мм. Основная окраска коричневая, тазики и вертлуги красноватые. Мандибулы равны двум третям длины головы и несут от 12 до 13 зубцов на жевательном крае и три вершинных длинных зубца. Пронотум и мезонотум выпуклые. Проподеальные шипики короткие (0,08 мм).
Вид был впервые описан в 1994 году швейцарским мирмекологом Марией Де Андраде (Maria L. De Andrade , Базельский университет, Швейцария) вместе с другими ископаемыми муравьями, такими как A. ambiguus, A. conisquamis, A. dubius, A. intermedius, A. lucidus. Видовое название exstinctus в переводе с латинского означает «вымерший». Вид включён в видовую группу Anochetus emarginatus Species Group в которой близок к видам Anochetus kempfi и Anochetus oriens. От этих двух таксонов отличается более длинными проподеальными и петиолярными шипиками и большим числом зубчиков на мандибулах и более мелкими размерами.